# Traductions de Harry Potter
Cette page contient des caractères spéciaux ou non latins. S’ils s’affichent mal (▯, ?, etc.), consultez la page d’aide Unicode.

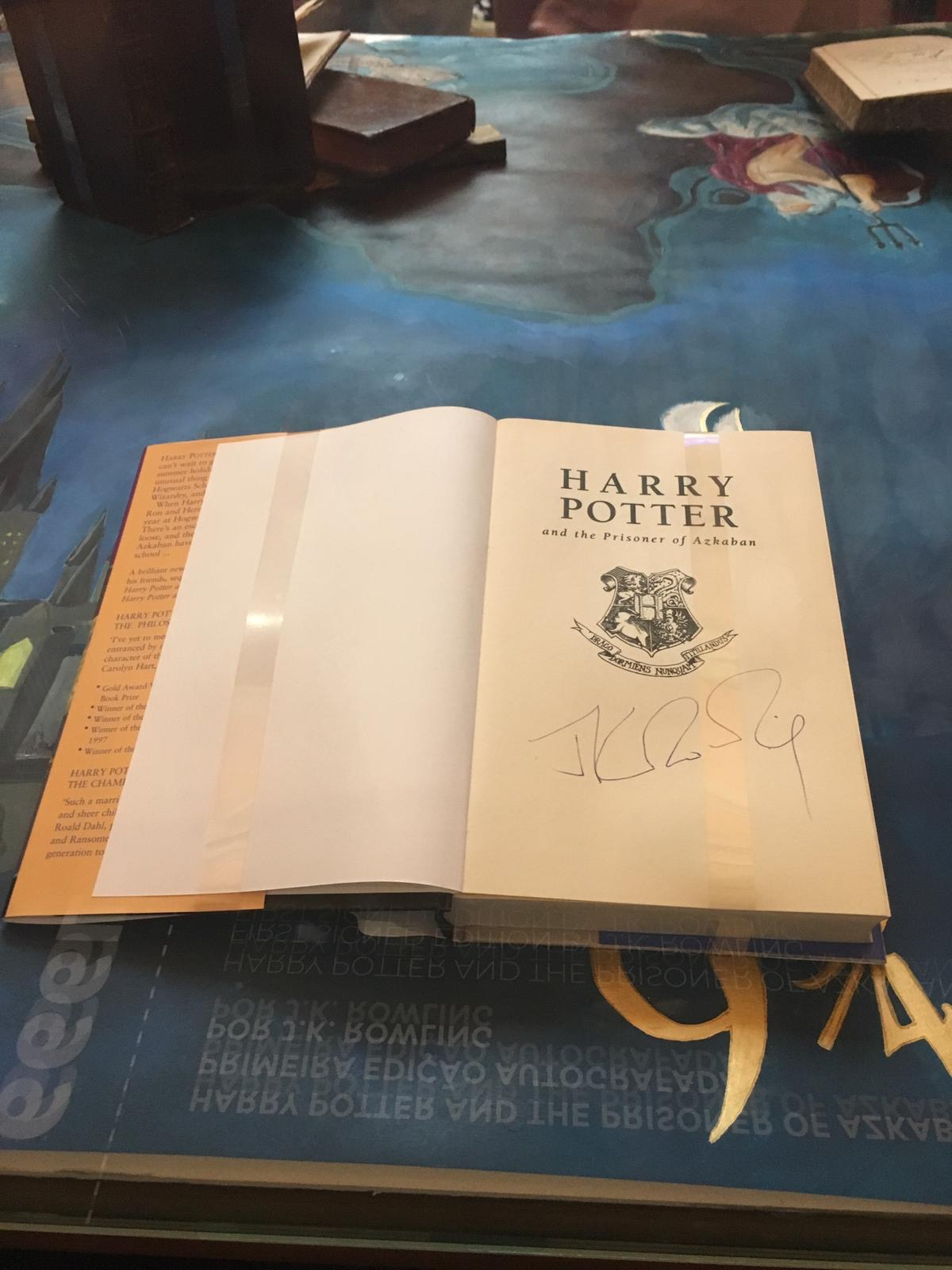
Exemplaire du roman Harry Potter

La série de romans fantastiques Harry Potter, écrite par J. K. Rowling est devenue l'œuvre de fiction la plus lue de l'histoire littéraire, avec des lecteurs de tous âges et provenant de multiples pays. En mai 2015, les ventes mondiales des 7 tomes composant la série ont dépassé la barre des 450 000 000 exemplaires et les livres ont été traduits de l'anglais original vers 79 langues différentes, la 80e traduction en scots étant prévue pour octobre 2017.

## Processus de traduction
Pour obtenir l'autorisation de traduire l'œuvre, l'éditeur doit tout d'abord négocier et signer un contrat avec les agents de l'auteur : Christopher Little Literary Agency. Une liste complète des éditeurs autorisés peut être lue sur le site officiel de J. K. Rowling. Les éditeurs choisissent eux-mêmes leur traducteur.
Pour des raisons de confidentialité, les traductions ne pouvaient commencer qu'une fois les livres sortis en anglais, il y avait donc un décalage de plusieurs mois avant que les traductions ne soient disponibles. Cela a conduit à la vente d'un nombre plus importants des romans dans leurs versions originales aux fans impatients originaires de pays non-anglophones. Le succès fut tel que le cinquième tome fut le premier livre écrit en anglais à atteindre le sommet des meilleures ventes en France.
En Italie, les fans impatients de Harry Potter ont organisé l'opération plume, submergeant l'éditeur Salani de plumes afin de demander une publication rapide de la traduction italienne du septième et dernier tome de la série. Cela a conduit également à la publication de traductions non autorisées et de fausses versions des livres dans de nombreux pays.
La demande de traduction de grande qualité de la part de l'auteur et des fans a obligé les éditeurs à prendre grand soin de la tâche de traduction après le succès des premiers tomes. Dans certains pays, tels que l'Italie, la traduction du premier livre a été corrigée par l'éditeur à la suite de nombreuses plaintes de lecteurs à propos de la qualité de l'adaptation initiale. Dans des pays comme la Chine ou le Portugal, la traduction a été réalisée par un groupe de traducteurs travaillant conjointement afin de gagner du temps. Certains des traducteurs embauchés pour travailler sur les livres étaient déjà bien connus avant leur travail sur Harry Potter, tel que Viktor Golychev (ru), qui traduit en russe le cinquième tome. Golychev était connu pour ses traductions de William Faulkner et George Orwell. Il a également été remarqué après avoir snobé la série Harry Potter dans ses interviews, parlant de celle-ci comme une littérature inférieure. La traduction en turc des tomes 2 à 5 a été confiée à Sevin Okyay, un célèbre critique littéraire et journaliste culturel.

## Liste des traductions autorisées
La version britannique originale des livres a été publiée au Royaume-Uni par Bloomsbury. Des traductions autorisées existent dans les langues suivantes (version originale incluse) : 
N'est pas indiquée dans ce tableau la traduction prévue de longue date en gaélique écossais, initialement prévue pour une sortie en décembre 2006 mais qui a été retardée, pour être finalement annulée. Vingt ans après la sortie du premier tome en anglais, une publication en scots, une autre langue de l’Écosse mais d'origine germanique, est prévue pour octobre 2017.
Certaines traductions, principalement celles en latin et grec ancien, ont été réalisées comme exercices scolaires afin de stimuler l'intérêt pour ces langues et fournir aux étudiants des lectures de textes plus modernes. La version en grec ancien, d'après le traducteur, est le plus long texte écrit dans cette langue depuis Héliodore d'Émèse au IIIe siècle av. J.-C. et mit environ un an à être terminée.
Dans certains pays, comme l'Espagne ou l'Inde, le livre a été traduit dans plusieurs langues régionales, parfois le livre a été traduit dans deux dialectes différents de la même langue dans un même pays (par exemple en portugais du Brésil et du Portugal).

## Traductions non autorisées
L'impatience de la communauté mondiale des fans de Harry Potter pour les traductions des livres a entraîné la prolifération de traductions non autorisées. Celles-ci étaient souvent réalisées à la hâte et envoyée chapitre-par-chapitre sur internet ou imprimées et vendues illégalement. Le travail est parfois réalisé par plusieurs traducteurs pour accélérer le processus. Ces traductions sont souvent de piètre qualité et pleines d'erreurs.
De tels cas de traductions illégales ont été relevés partout dans le monde, mais la Chine est l'un des pays les plus touchés.
Un cas notable a impliqué un Français de 16 ans, qui a publié en ligne la traduction de Harry Potter et les Reliques de la Mort. Il a été arrêté et son site a ensuite été mis hors ligne. Cependant, la femme du traducteur officiel a déclaré que ce genre de traduction ne portait pas forcément préjudice à la traduction officielle.
Le jeune homme, qui a déclaré avoir fait cela par défi personnel, n'a pas été poursuivi en justice par Gallimard.
Un autre exemple s'est déroulé au Venezuela en 2003, quand une traduction illégale du cinquième tome, Harry Potter et l'Ordre du Phénix, est sortie peu après la sortie officielle de la version anglaise et cinq mois avant la sortie prévue de la traduction officielle en espagnol. La traduction pirate était apparemment de si mauvaise qualité que le traducteur ajoutait des messages tels que "Désolé, je n'ai pas compris ce que cela voulait dire" ou "Je n'arrive pas à traduire ce passage, désolé". Deux personnes liées à cette version pirate ont été arrêtées.
Un autre cas a impliqué la communauté de fans Harry auf Deutsch, créée pour traduire les livres Harry Potter en allemand plus rapidement. L'éditeur allemand, Carlsen Verlag, leur a demandé d'arrêter immédiatement leur activité et les a menacé de les poursuivre en justice. Ils ont dès lors stoppé leurs traductions.
Dans certains pays où il n'y a pas de traduction autorisée dans la langue locale on trouve également des traductions pirates, par exemple au Sri Lanka.
En Iran, plusieurs traductions illégales existent. D'après une source, il y aurait 16 traductions en persan. L'Iran n'étant pas membre de la convention universelle du copyright, les éditeurs ne sont pas poursuivis pour violation de droit d'auteur.
Les agents représentant J. K. Rowling ont statué qu'ils ne pouvaient pas poursuivre les gens pour avoir traduit les livres dans un cadre privé pour leur propre plaisir, tant que la traduction n'est pas diffusée au grand public.

## Fausses traductions
Alors que les « traductions pirates » sont des traductions non autorisées des vrais livres Harry Potter, de « fausses traductions » ont également vu le jour. Ce sont généralement des pastiches ou des fanfictions que l'éditeur tente de faire passer pour les traductions des vrais livres de la saga Harry Potter. On trouve plusieurs cas de cette pratique, la plus célèbre étant probablement Harry Potter et Bao Zoulong qui a été écrite et publiée en Chine en 2002, avant la sortie du cinquième tome.
D'autres fausses versions écrites en chinois sont sorties, parmi lesquelles on trouve Harry Potter et la poupée de porcelaine, Harry Potter et la tortue d'or et Harry Potter et le vase de cristal. En août 2007, The New York Times a constaté que le dernier livre a entraîné « une montée subite des imitations chinoises », comprenant intrigues, résumés et extraits d'un certain nombre de travaux dérivés, parmi lesquelles on trouve Harry Potter and the Chinese Overseas Students at the Hogwarts School of Witchcraft and Wizardry et Harry Potter and the Big Funnel. Dans une période précédant 2003, une contrainte légale des concesseurs de Harry Potter a amené un éditeur Indien à arrêter la publication de Harry Potter à Calcutta, un livre dans lequel Harry rencontre des personnages de la littérature bengali.

## Américanisation comme traduction
Les différences entre les éditions britannique et américaine des livres ont parfois été qualifiés de « traduction » en anglais américain. L'exemple le plus remarquable de cela est la différence dans les titres du premier livre de la série : Harry Potter and the Philosopher's Stone au Royaume-Uni, contre Harry Potter and the Sorcerer's Stone aux États-Unis. Une liste complète des différences entre les éditions américaine et britannique de ces livres existe sur le site web de Harry Potter Lexicon.

## Problèmes dans la traduction
La série Harry Potter présente de nombreux défis pour les traducteurs, comme les rimes, les acronymes, les dialectes, la culture, des devinettes, des blagues, des mots inventés, et les points de l'intrigue qui tournent autour de l'orthographe ou des initiales. Celles-ci ont été traitées par divers traducteurs avec différents degrés de modification du sens du texte original.
Un exemple typique de ce genre de difficulté est le nom « Tom Marvolo Riddle », qui est l'anagramme de « I am Lord Voldemort ». Les traducteurs ont dû trouver dans chaque langue un nom permettant cette anagramme, comme en français où le nom est devenu « Tom Elvis Jedusor », anagramme de « Je suis Voldemort ».

### Mots inventés, noms propres, et noms
Rowling a inventé un grand nombre de mots et de phrases pour les livres comme pour les sorts, incantations, mots magiques, objets et noms de lieux. Beaucoup de ces mots impliquent des jeux de mots, de rimes, et des références historiques qui sont difficiles à traduire. Un grand nombre de sorts sont tirés ou inspirés par le latin, et ont un certain écho auprès des anglophones.
Pour les noms propres, J. K. Rowling a donné à la grande majorité de ses personnages secondaires, notamment les membres du personnel de Poudlard, un nom humoristique souvent en rapport avec leur spécialité et/ou leur caractère. Pour la version française, Jean-François Ménard a traduit ces noms d'une manière similaire à celle de Goscinny, avec un nom souvent en rapport avec la profession exercée par le personnage ou ses particularités (le professeur Chourave enseigne la botanique, Septima Vector enseigne l'Arithmancie, etc.). Les fondateurs de l'école et la plupart des professeurs ont également des noms allitératifs tels que Filius Flitwick, Minerva McGonagall, Quirinus Quirrell ou Salazar Serpentard. La traduction a cependant altéré l'emploi de cette figure de style. Par exemple, Rowena Serdaigle, Helga Poufsouffle et Severus Rogue ont été traduits sans tenir compte de l'allitération présente dans leur nom original.